# Festa di Qingming

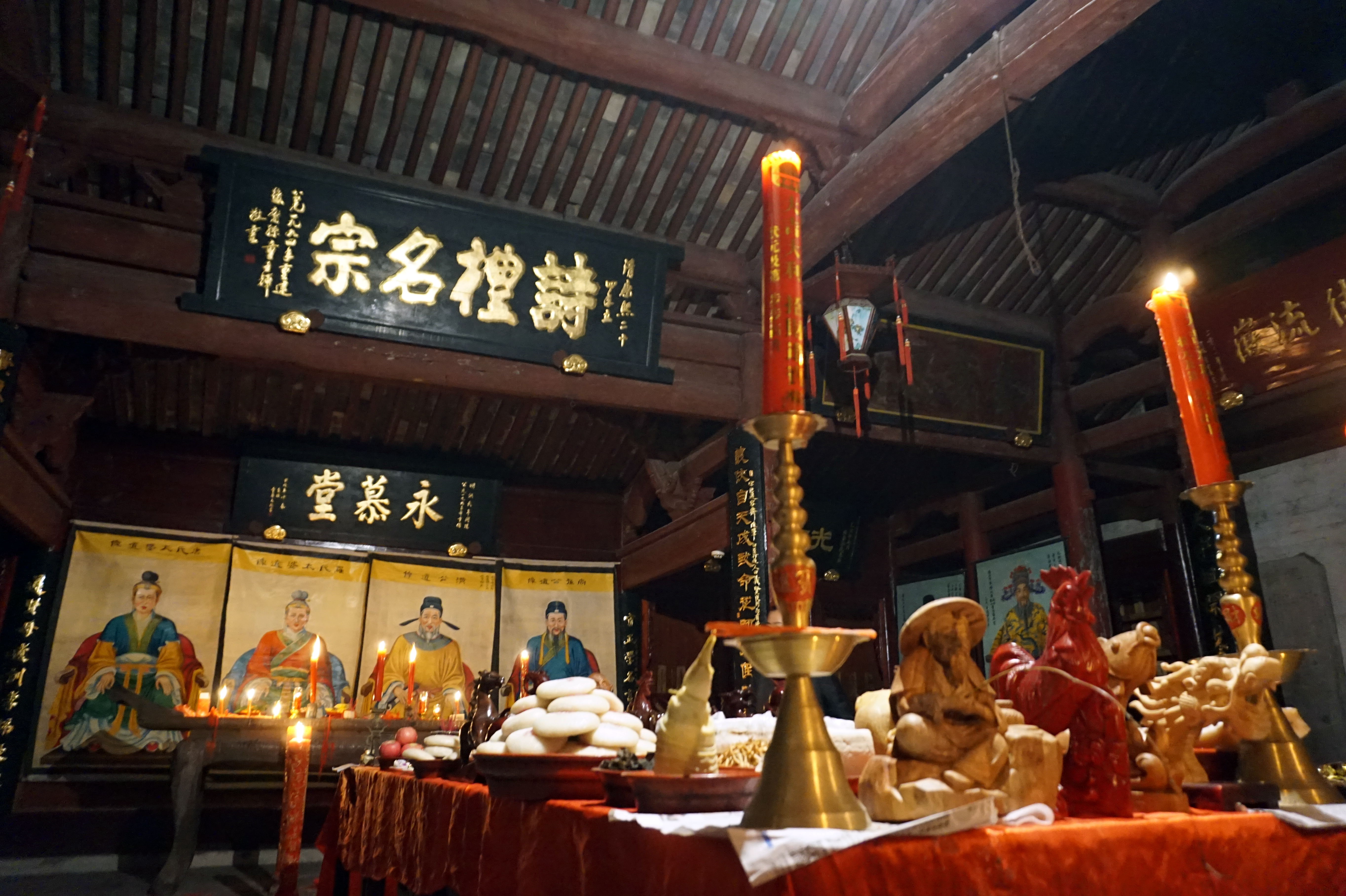
Altare del sacrificio all'interno di un tempio ancestrale del lignaggio gentilizio Tong a Qiantong, Zhejiang.

La festa del Qingming (清明節T, 清明节S, Qīngmíng JiéP, POJ: Chheng-bêng-cheh o Chhiⁿ-miâ-choeh; vietnamita: Tết Thanh Minh; ryukyuano: shīmī), chiamata anche Festa della Luminosità Pura o Festa della Luminosità Chiara, Giorno degli Antenati o Giorno della Pulizia delle Tombe, è una festa tradizionale cinese celebrata 104 giorni dopo il solstizio d'inverno (o il quindicesimo giorno dall'equinozio di primavera), che nel calendario gregoriano cade generalmente il 4 o il 5 aprile. Il nome cinese Qingming è anche un termine astronomico, che sta ad indicare il primo giorno del quinto periodo solare nel calendario lunisolare.
Il Qingming è regolarmente osservato come festività pubblica a Taiwan e nelle giurisdizioni cinesi di Hong Kong e Macao. L'osservanza della festività è stata reinstaurata come festività nazionale pubblica nella Repubblica Popolare Cinese nel 2008.
La trascrizione dei caratteri che indicano la festa si può trovare in diverse forme: Qingming, Qing Ming, Qing Ming Jie, Ching Ming (trascrizione ufficiale ad Hong Kong) e Ch'ing Ming Chieh.

## Culto degli antenati

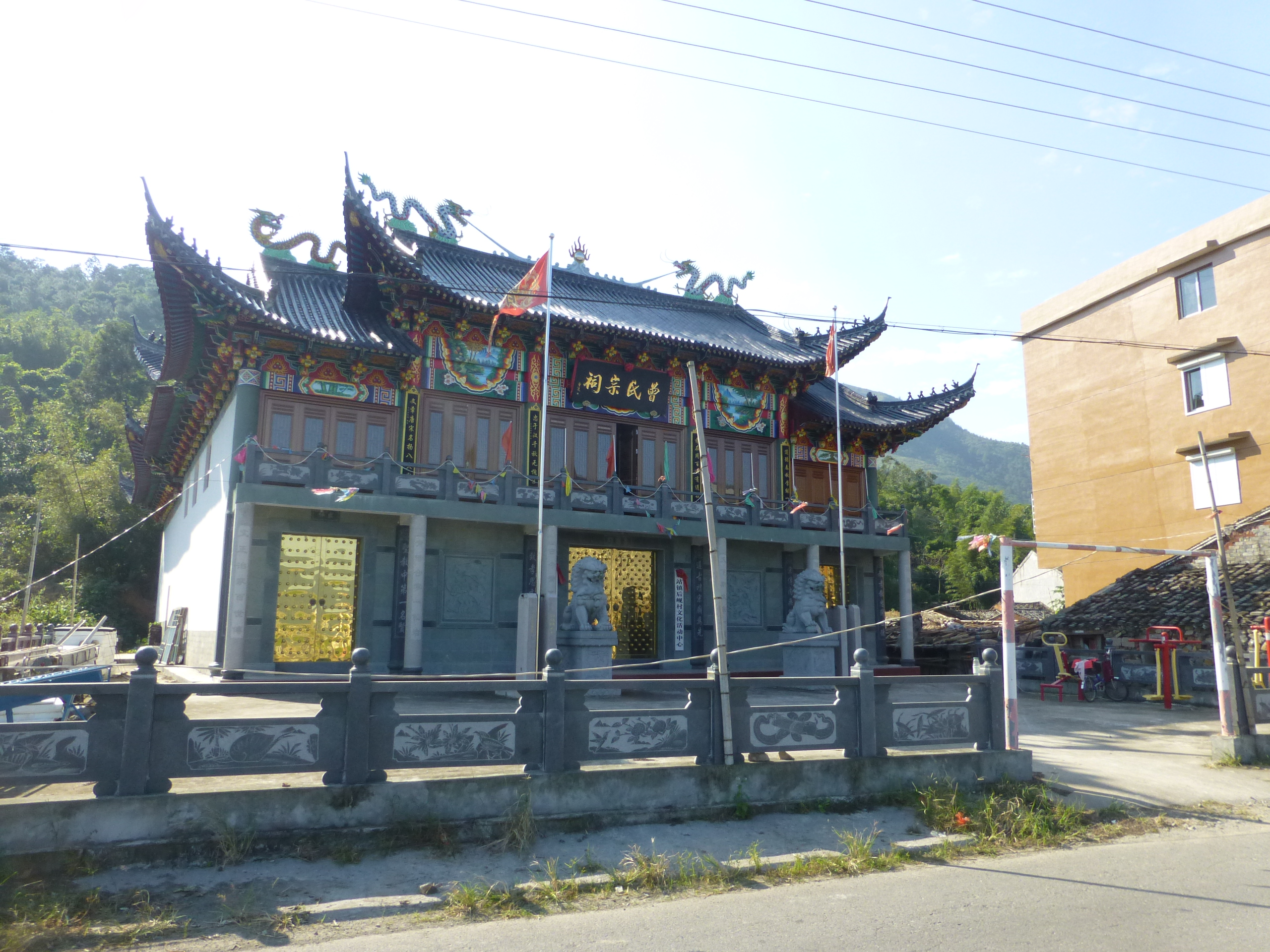
Tempio ancestrale del lignaggio gentilizio Zeng a Cangnan, Zhejiang.

Il culto degli antenati (拜祖 bàizǔ, o 敬祖 jìngzǔ) è una pratica della religione tradizionale cinese. Ha lo scopo di onorare l'antenato comune a un lignaggio gentilizio o una tradizione spirituale più ampia, come quella di un intero gruppo di lignaggi costituenti un popolo, oppure ancora la tradizione spirituale di un fenomeno religioso di tipo non-genealogico. Anche gli dèi del mondo circostante sono considerati degli antenati, antenati degli stessi antenati umani in quanto garanti dell'ordine circostante che accolse questi ultimi e i loro atti di fondazione.
Nella scala dei valori della morale cinese tradizionale, la pietà filiale (che comprende la venerazione degli antenati prossimi e dei progenitori antichi), 孝 xiào, è la principale. L'uomo pietoso riconosce e onora nei genitori, negli antenati e nelle divinità la causa ultima della propria esistenza. La venerazione per gli antenati è elemento fondamentale nel Confucianesimo. Vengono allestiti altari in templi in onore degli antenati (templi ancestrali o gentilizi), nei quali si svolgono riti religiosi, offerte e sacrifici.

## Origini
La festa di Qingming segna il giorno in cui il popolo cinese fa visita alle tombe ed ai siti di sepoltura degli antenati. Tradizionalmente, prima dell'epoca moderna, la gente portava con sé alle tombe un gallo vivo. La festa di Qingming ha avuto origine da un'altra festività denominata Festa del cibo freddo (寒食節T, 寒食节S, Hánshí jiéP), una giornata istituita in memoria di Jie Zitui (介子推S, Jiè ZǐtuīP). Jie Zitui, uno dei molti sostenitori del duca Wen di Jin, morì nell'anno 636 a.C., durante il periodo delle primavere e degli autunni, prima che Wen diventasse effettivamente duca. Secondo le fonti storiche, durante i 19 anni di esilio di Wen, egli e i suoi sostenitori si trovarono una volta senza cibo. Jie, quindi, preparò una zuppa di carne per il signore Wen, che la apprezzò molto e chiese dove Jie avesse trovato quel pezzo di carne. Si venne quindi a scoprire che Jie aveva tagliato un pezzo della propria coscia per cuocere la zuppa. Wen, commosso, promise che un giorno l'avrebbe ricompensato. Tuttavia Jie, che era un uomo umile, non cercava ricompense materiali, e quando Wen riuscì finalmente a tornare nello stato di Jin e diventare re, Jie stette alla larga da lui, ritirandosi in una foresta con sua madre. Il duca di Wen iniziò a ricompensare le persone che lo avevano aiutato durante i quasi due decenni di esilio, ma arrivato a Jie, si accorse che egli era scappato. Seguendo i suggerimenti di alcuni suoi ufficiali e consiglieri, appiccò il fuoco alla foresta con l'intento di far uscire fuori Jie e, finalmente, dargli la ricompensa che gli spettava, tuttavia Jie morì nell'incendio. Pieno di rimorso, il duca di Wen ordinò in memoria di Jie tre giorni di lutto in cui sarebbe stato vietato accendere qualsiasi fuoco. La città in cui Jie morì è ancora chiamata Jiexiu (介休, letteralmente "Il posto dove Jie riposa per sempre").
La tradizione del Qingming risale a più di 2.500 anni fa. La sua origine è accreditata fin dal regno dell'imperatore Xuanzong della dinastia Tang, nel 732 d.C.. Secondo le fonti storiche, i ricchi cittadini dell'epoca tenevano cerimonie eccessivamente stravaganti e costose in onore dei propri avi, tanto che l'imperatore, in un tentativo di frenare queste pratiche, emanò un editto nel quale dichiarava che il rispetto alle tombe degli antenati poteva essere formalmente porto solamente durante il Qingming. L'osservanza della festività è rimasta alla base della cultura cinese sin dall'epoca.

## Festeggiamenti

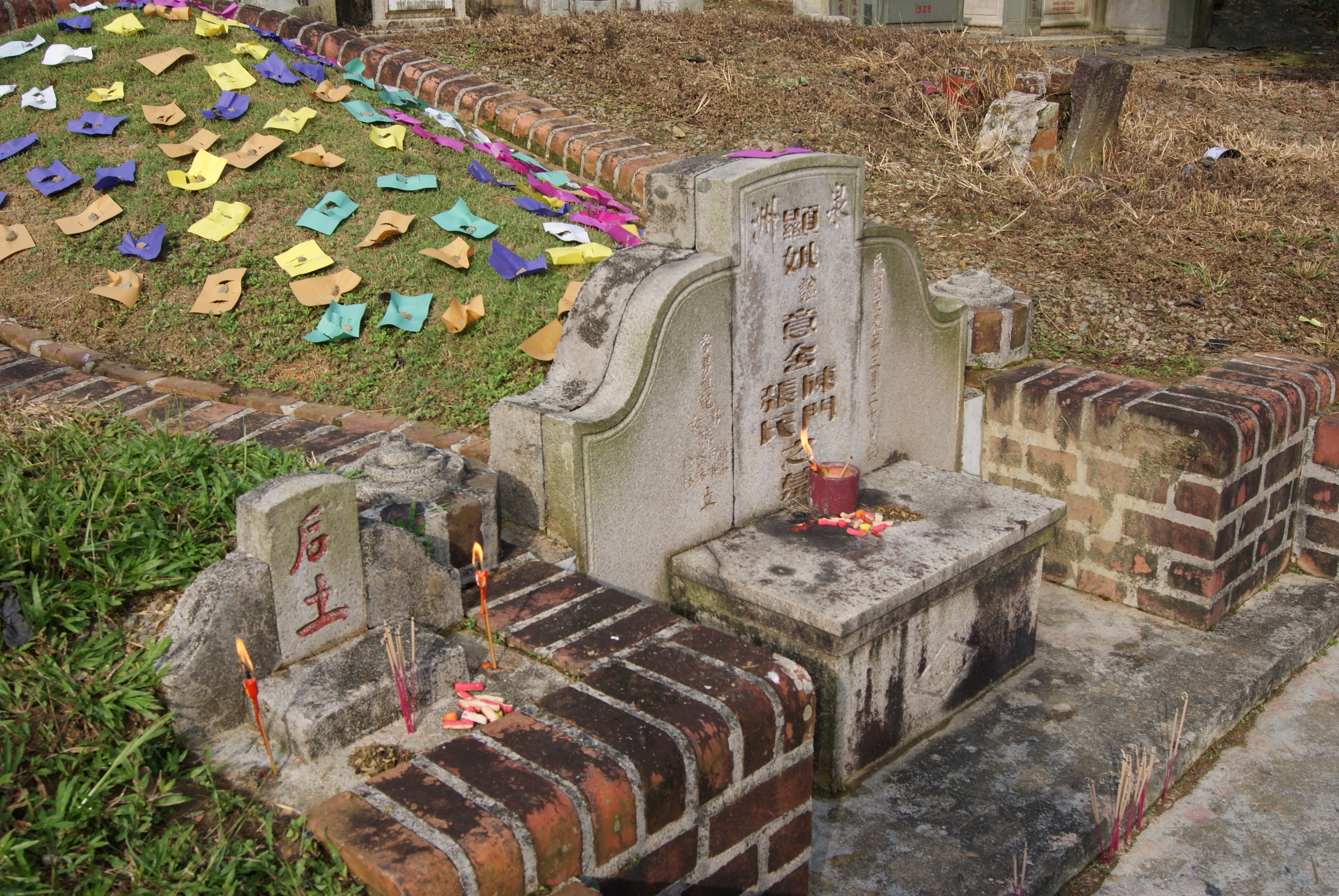
Carta colorata su una tomba durante la festa del Qingming, Singapore

Ai giorni nostri, il Qingming è un'opportunità per i cinesi di festeggiare e ricordare i propri avi nel sito in cui essi sono stati sepolti. Gente di tutte le età prega per gli antenati, si dedica alla pulitura delle tombe ed offre in omaggio cibo, tè, vino, bacchette, cartamoneta e libazioni varie. I riti dedicati al culto degli antenati hanno una lunga tradizione in Asia, in special modo tra i contadini delle zone rurali, i quali portano con sé durante il Qingming rami di salice, oppure li appendono ai cancelli ed alle porte delle proprie case. Si dice che i rami di salice aiutino a scacciare gli spiriti maligni che si aggirano durante il giorno dei morti.
Durante il giorno del Qingming, le famiglie cinesi si riuniscono in gite fuori porta, iniziano le pulizie di primavera, cantano o danzano. Per pratica comune, le giovani coppie di innamorati iniziano a farsi la corte durante questa festa. Tra le usanze più popolari, c'è quella di far volare aquiloni che hanno forme di animali o di personaggi dell'opera di Pechino. Un'altra pratica comune è diventata quella di portare dei fiori alle tombe, così come bruciare carta, incenso o petardi.
Ogni anno, i festeggiamenti sono resi ufficiali anche per coloro che morirono in eventi delicati della storia della Cina, come durante il Movimento del Cinque Aprile e la Protesta di Piazza Tiananmen del 5 aprile 1976. Quando il primo ministro Zhou Enlai morì nel 1976, in migliaia visitarono la sua tomba durante la feste di Qingming per porgere i propri omaggi. In moltissimi, tutt'oggi, continuano a portare omaggi alle vittime della protesta di piazza Tiananmen ed alle tombe di Zhao Ziyang e Yang Jia, nelle zone dov'è riconosciuta la libertà di espressione, come ad Hong Kong. Nella maggior parte della Cina continentale, tuttavia, l'osservanza della commemorazione di certi eventi spinosi è soppressa, e la menzione pubblica è ancora un tabù. A Taiwan, il Qingming viene sempre celebrato il giorno 5 aprile del calendario gregoriano, in quanto fu la data che il governo del Kuomintang assegnò alla commemorazione della morte del leader Chiang Kai-shek.
Pur non avendo uno status riconosciuto di festa nazionale, le comunità cinesi delle nazioni del sudest asiatico, come a Singapore ed in Malaysia, festeggiano il Qingming come da tradizione. Alcune delle celebrazioni dei cinesi in Malaysia ed a Singapore possono essere datate all'epoca delle dinastie Ming e Qing, in quanto tali comunità non furono coinvolte dagli eventi avvenuti nella Repubblica Popolare Cinese durante la Rivoluzione Culturale. In Malaysia, il Qingming è visto come un'elaborata funzione famigliare e come una festa di clan, in commemorazione ed onore dei propri parenti deceduti da poco. Viene in genere celebrato negli altari casalinghi oppure in tempi buddhisti e taoisti. I cinesi all'estero, solitamente, vedono il Qingming come un'occasione per riunire la famiglia per festeggiare e per portare rispetto ai propri morti. In genere il Qingming viene festeggiato nel fine settimana più prossimo alla data reale della festa, poiché secondo la tradizione i siti delle tombe degli antenati sono visitabili solamente fino a 10 giorni prima e dopo la data effettiva del Qingming. Una pratica tradizionale è quella di bruciare cartamoneta e repliche cartacee di beni materiali quali automobili, case, telefoni e servizi vari, in quanto secondo la cultura cinese i morti avranno bisogno di tutti i loro averi anche nella vita ultraterrena. Un altro rituale collegato alla festa dei morti è quello della lotta dei galli, alla quale si può assistere nel sito storico e culturale del Millennium City Park della città di Kaifeng, nel giardino paesaggistico istituito appositamente per il Qingming.
La Festa del cibo freddo o Hanshi, il giorno prima del Qingming, fu istituita da Chong'er, il duca Wen di Jin, durante il periodo delle primavere e degli autunni. Tuttavia, circa 300 anni fa, le celebrazioni dello Hanshi, in cui era vietato alla gente accendere qualsiasi fuoco per tre giorni (da qui l'usanza di mangiare cibo crudo, quindi freddo), vennero unite a quelle del Qingming e lentamente abbandonate dalla popolazione.

## Nella cultura del tè
Il Qingming ha un significato anche nella cultura cinese del tè, in quanto le foglie di tè verde vengono categorizzate secondo la raccolta avvenuta prima o dopo la data della festa. Il tè verde fatto dalle foglie raccolte prima del Qingming viene classificato con la nomenclatura prestigiosa di "pre-Qingming" (清明前, Qingming qian), denominazione che porta ad un aumento del prezzo. Secondo gli esperti, il tè "pre-Qingming" ha un aroma più leggero e delicato rispetto a quello raccolto dopo la festa.

## Nella pittura
La famosa Pergamena di Qingming, di Zhang Zeduan, è un dipinto cinese nel quale l'autore rappresenta le celebrazioni del festival nella città di Kaifeng, l'allora capitale della Cina durante il regno della dinastia Song.

## Nella letteratura
Il Qingming è stato anche frequentemente nominato nella letteratura cinese. Tra le opere più conosciute sulla festività vi è una poesia di Du Mu, intitolata per l'appunto Qingming:
| Cinese tradizionale | Cinese semplificato | Pinyin                        | Traduzione italiana                                                            |
| ------------------- | ------------------- | ----------------------------- | ------------------------------------------------------------------------------ |
| 清明時節雨紛紛      | 清明时节雨纷纷      | Qīng míng shí jié yǔ fēn fēn  | Una pioggia leggera cade nel Giorno del Lutto;                                 |
| 路上行人欲斷魂      | 路上行人欲断魂      | Lù shàng xíng rén yù duàn hún | Il cuore di colui che è in lutto si rompe a modo suo.                          |
| 借問酒家何處有      | 借问酒家何处有      | Jiè wèn jiǔ jiā hé chù yǒu    | Chiedendo, dove si può trovare una locanda?                                    |
| 牧童遙指杏花村      | 牧童遥指杏花村      | Mù tóng yáo zhǐ xìng huā cūn  | Un bovaro indica il Villaggio del Fiore di Albicocco (Xing Hua) in lontananza. |

(La parola 酒家 può avere diversi significati: enoteca, locanda, taverna, ristorante, ostello o albergo. La traduzione più comune ed appropriata di 酒家 in questo caso, comunque, è "locanda" o "taverna").
Nel poema epico vietnamita Storia di Kieu, la festa di Qingming viene nominata come l'occasione in cui il protagonista Kieu incontra il fantasma di una donna anziana morta da tempo:
| Hán Nôm              | Vietnamita                              | Traduzione italiana                                               |
| -------------------- | --------------------------------------- | ----------------------------------------------------------------- |
| 節皮𡥵燕迻梭，       | Ngày xuân con én đưa thoi               | Le rondini veloci e i giorni di primavera stavano passando;       |
| 韶光𠃩𨔿㐌外𦒹𨑮。   | Thiều quang chín chục đã ngoài sáu mươi | Dei radiosi novanta tre linee sono volate.                        |
| 𦹵𡽫撑羡蹎𡗶，       | Cỏ non xanh tận chân trời               | L'erba giovane diffondeva tutto il suo verde sull'orlo del Cielo; |
| 梗梨𤽸點沒𢽼񣡢花，    | Cành lê trắng điểm một vài bông hoa     | Alcuni boccioli segnavano i rami del pero di punti bianchi.       |
| 清明𥪞節𣎃𠀧，       | Thanh Minh trong tiết tháng ba          | Adesso arrivava la Festa della Luce nel terzo mese                |
| 礼羅掃墓，噲羅踏清。 | Lễ là Tảo mộ, hội là Đạp thanh          | Con i riti nei cimiteri e le giuncate sui prati.                  |
| 𧵆賒奴㘃燕񣡢，        | Gần xa nô nức yến oanh                  | Mentre i pellegrini festosi si riunivano da vicino e da lontano,  |
| 姉㛪懺所步行制春。   | Chị em sắm sửa bộ hành chơi xuân        | Le sorelle ed i loro fratelli andavano a fare una passeggiata.    |

## Date
Come accennato, la Festa del Quing Ming si tiene 104 giorni dopo il solstizio d'inverno (o il quindicesimo giorno dall'equinozio di primavera), che nel calendario gregoriano cade generalmente il 4 o il 5 aprile.
| Anno e giorno | Anno e giorno | Anno e giorno | Anno e giorno | Anno e giorno | Anno e giorno |
| ------------- | ------------- | ------------- | ------------- | ------------- | ------------- |
| 2000          | _             | 2010          | 5 aprile      | 2020          | 4 aprile      |
| 2001          | _             | 2011          | 5 aprile      | 2021          | 4 aprile      |
| 2002          | _             | 2012          | 4 aprile      | 2022          | 5 aprile      |
| 2003          | _             | 2013          | 5 aprile      | 2023          | 4 aprile      |
| 2004          | _             | 2014          | 5 aprile      | 2024          | 4 aprile      |
| 2005          | 5 aprile      | 2015          | 5 aprile      | 2025          | 4 aprile      |
| 2006          | 5 aprile      | 2016          | 4 aprile      | 2026          | _             |
| 2007          | 5 aprile      | 2017          | 4 aprile      | 2027          | _             |
| 2008          | 4 aprile      | 2018          | 5 aprile      | 2028          | _             |
| 2009          | 5 aprile      | 2019          | 5 aprile      | 2029          | _             |